# Rád nemzetség
A Rád nemzetség (régi írásmóddal: Raad, Rad) ősének Vencellin lovagot tartják a régi írások, aki a fellelt adatok szerint még Gizella királynéval Bajorországból, az Inn folyó melletti Wasserburgból jött be az országba, és ő volt István király idejében a Koppány elleni harc vezére. A krónikák szerint a csatában Vencellin ispán megölte Koppány vezért, és ezért később a király bőséges javadalmakkal adományozta meg.
E Vecellin családja a 9. század végén Ostmark tartomány (a későbbi Ausztria) élén állt határgróftól eredt nemzetség egyik ágába tartozott, igazán rangos és előkelő eredetűnek ennek ellenére sem mondható. Tőle eredt a középkori magyar Rád genus, amely a 12. századig egyike volt a legbefolyásosabb magyarországi nemzetségeknek.
A nemzetség birtokai a 11. században észak-Somogyban, a Balatonszemes melletti Rádon ( ma tőle délre eső Rádpuszta) és környékén voltak, nemzetségi monostoruk nem volt, talán azért, mert a Rád körül részbirtokos fejérvári káptalan és pannonhalmi apátság ellátta lelki szükségletüket. Erre enged következtetni az az 1255-ből való oklevél is, melyben az e nemzetségből való néhai Heym comes fiai a pannonhalmi apátságnak birtokukból átengedtek 30 holdat, majd 1257-ben a nemzetségbeliek a Tard körüli birtokaik eladását is megkezdték, végül 1265-ben osztályostársaival együtt Rád nemzetségbeli Imre fia Rád az egész Rádot elidegenítették.

## A nemzetség ismert ágai
- Partasóczy-ág:

Az ágból Chund ismert, kinek három fia:
-- Tamás (1235-42) Meghalt 1240 előtt. Tőle származik II. Lőrinc, tőle pedig Benedek (1392). 
-- Fülöp (1235-1250)
-- I. Lőrinc (1232-1272), tőle Benedek, kitől Bertalan (1392)
A Partasóczy ág tagjai IV. Béla király idején Görögországba és más országokba jártak követségbe, a tatárjárás alatt pedig a királynét védelmezték, amiért Pozsega megyei birtokokat kaptak. 1250-ben Tamás halála után IV. Béla Fülöp és Lőrinc testvéreket pozsegai birtokaikban meg is erősítette.
I. Lőrinczet később V. István, Bertalant és Benedeket pedig Zsigmond király is meggerősítette pozsegai birtokaiban. 
1392-ben a nemzetség tagjai Partasóczon, Pozsega megye
északkeleti részén levő faluban laktak. I. Lőrincz leszármazottai később felvették a Dezsőfi nevet is, és 1413 előtt még e falvak is a Partasóczi vagy Dezsőfi nevű családok kezén voltak és később is Dezsőfi nevet viseltek.
- Rádi-ág:

Ebből az ágból két tag ismert: 
-- Imre, kitől származott Rád (1257-1261)
-- Luka, kitől származott Kornél (1261), valamint Korlát (1261)
Ez ág tagjai közül Rád 1257-ben tardi birtokának egy részét eladta a somogy megyei alesperesnek, majd 1261-ben ugyancsak ő és fiai a pannonhalmi monostornak adták el összes birtokaikat.
- Béri-ág:

Az ág első ősének neve nem ismert. Két fia közül is csak  az egyik, Protáz nevű fia neve maradt fenn.
-- Protáz fia István (1304-1307), kitől Béry Lőkös származott (1336-1338)
-- Másik ismeretlen nevű fiától származott Fülöp, ki meghalt 1291 előtt, valamint Benedek (1290-1309), aki veszprémi püspök volt.
Az ág legmagasabbra jutott tagja Benedek volt, aki 1290-1291 körül veszprémi püspök lett.
Testvére Fülöp is nagy úr lehetett, mivel az ország déli részén fekvő Orikenyg nevű vár birtokosa volt.
Másik testvérének, vagy unokatestvérének Protáz fia Istvánnak 1304-ben a veszprém megyei Vámoson és Palaznakon volt birtoka, melyet cserébe átengedett a veszprémi püspökségnek, melyekért 5 halastavat és a szomszédos Asszonyfalván birtokot kapott, melyeket azonban később megszorulva eladott a veszprémi püspöknek. Lökös nevét az oklevelek Béry néven írták. E bér falu egykor Tolna megyében, Tápé és Németkér körül feküdt, és birtokosa is Béry nevű család volt.